# Sonde de Bracewell

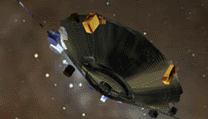
Cette image montre un concept hypothétique de la NASA pour une sonde robotique conçue pour explorer d'autres systèmes stellaires.

Une sonde de Bracewell est un véhicule spatial hypothétique. Il s'agit d'une sonde spatiale lancée par une civilisation extraterrestre dans le but d'établir des communications avec d'autres civilisations. L'hypothèse de tels engins a été émise par Ronald N. Bracewell en 1960.